# Bayreuth
Bayreuth (IPA: [ˈbaɪ̯rɔʏ̯t o [baɪ̯ˈrɔʏ̯t]; in bavarese Bayreith; in francone Barreid) è una città extracircondariale nella Baviera settentrionale, in Germania, sul cosiddetto ramo rosso del Meno. È la capitale dell'Alta Franconia ed è sede del Governo dell'Alta Franconia, del Consiglio Regionale dell'Alta Franconia e degli uffici del ministro della Regione.

A dispetto del suo nome, la città appartiene alla Baviera (Bayern) solo dal 1810.
Bayreuth, strettamente legata al grande compositore Richard Wagner, è famosa grazie al Festival di Bayreuth dedicato al compositore e che viene presentato annualmente nella Festspielhaus, che si trova su un'altura della città. Il teatro dell'opera dei Margravi è stato nominato nel 2012 Patrimonio dell'UNESCO. 

Wagner, trasfuga in Svizzera dal 1849 al 1872, salvo la parentisi monacense, in seguito alla sua partecipazione attiva ai moti rivoluzionari del 1848, sposato a Cosima lasciò «Tribschen per la sua dimora definitiva, Wahnfried, la casa che si sarebbe costruita a Bayreuth».. 

## Storia
Bayreuth viene menzionata per la prima volta nel 1194 e potrebbe essere stata fondata dai conti di Andechs. Circa 60 anni più tardi la città (ancora solo un piccolo villaggio) venne sottoposta al controllo dello stato degli Hohenzollern, e quando quest'ultimo venne diviso, Bayreuth si trovò ad esser parte della provincia di Kulmbach. 
La svolta nella sua storia avvenne nel 1603, quando il margravio Cristiano di Kulmbach (chiamato anche Brandeburgo-Kulmbach) decise di spostarvi la sua residenza. Lo sviluppo della nuova capitale dapprima fu stagnante a causa della guerra dei trent'anni, ma successivamente molti famosi edifici barocchi vennero aggiunti alla città.

In particolar modo durante il regno della margravia Guglielmina, figlia di Federico Guglielmo I di Prussia, svariati parchi e castelli furono edificati, e fanno ancora parte dell'attuale aspetto di Bayreuth. 
Nel 1769 l'ultimo margravio del Brandeburgo-Kulmbach (altresì detto Brandeburgo-Bayreuth) morì senza lasciare un erede, e lo stato venne annesso dal confinante Ansbach. 
Bayreuth così non fu più una capitale di stato. Ben presto divenne prussiana (1792), poi francese (1806) ed infine bavarese (1810).
Il compositore Richard Wagner vi si trasferì con sua moglie Cosima nel 1872.
Negli anni '30 del XX secolo Bayreuth divenne palcoscenico dell'ideologia nazista i cui esponenti frequentarono spesso il festival di Wagner, cercando anche di trasformare la città in un modello per la loro ideologia. 
Nell'aprile 1945, la città venne pesantemente bombardata e molti monumenti insigni andarono perduti. Il festival di Wagner ricominciò nel 1951 e nel 1975 venne fondata l'università che contribuì ampiamente all'ulteriore crescita della città.

## Monumenti e luoghi d'interesse

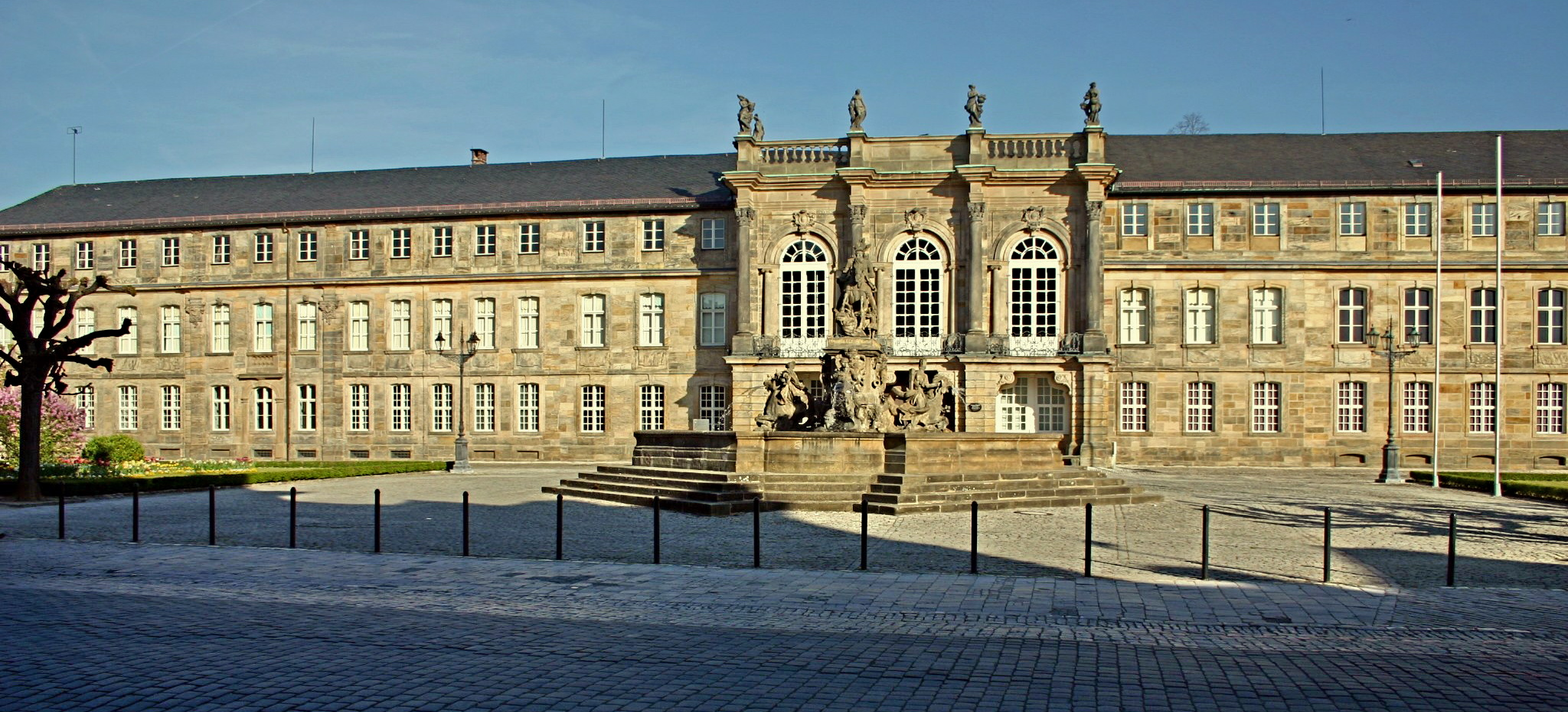
Neues Schloß

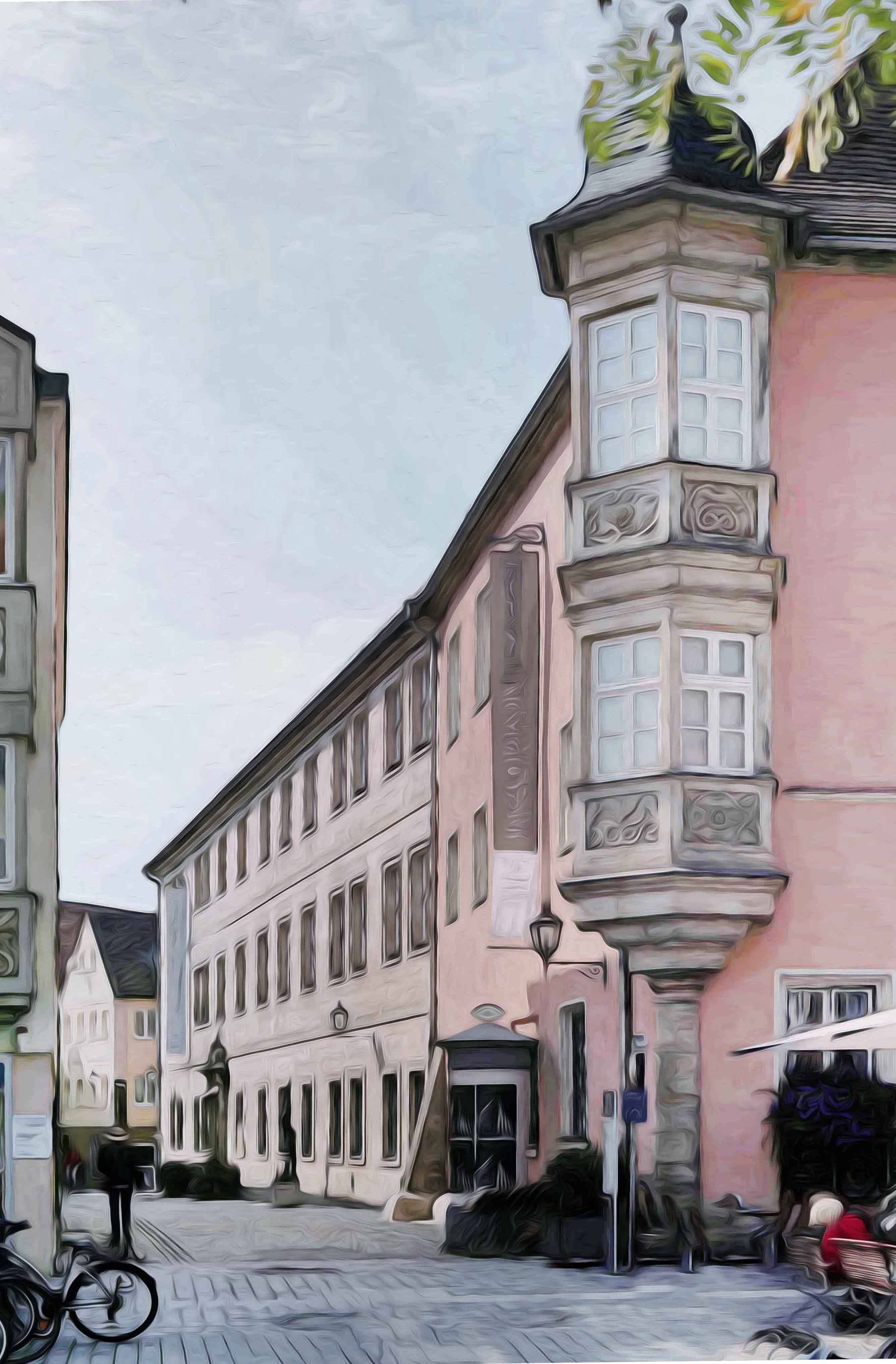
Kunstmuseum Bayreuth

- Il Neues Schloss (Castello nuovo), sede dei margravi dal 1753
- La Bayreuth Festspielhaus
- Il teatro dell'opera, uno dei migliori teatri barocchi in Europa, costruito nel XVIII secolo[3]
- Il museo Richard Wagner, Wahnfried (DE, EN, FR)  Richard Wagner Museum Bayreuth
- Il museo massone tedesco
- Il Kunstmuseum Bayreuth, il museo di arte moderna
- I parchi barocchi
  - il parco dell'Eremitage e del Castello vecchio, antica residenza dei margravi, all'esterno della città
  - il castello e parco di Fantaisie, nei pressi di Bayreuth
  - Castello di Zwernitz, a circa 30 km da Bayreuth

## Cultura

### Richard Wagner e Bayreuth

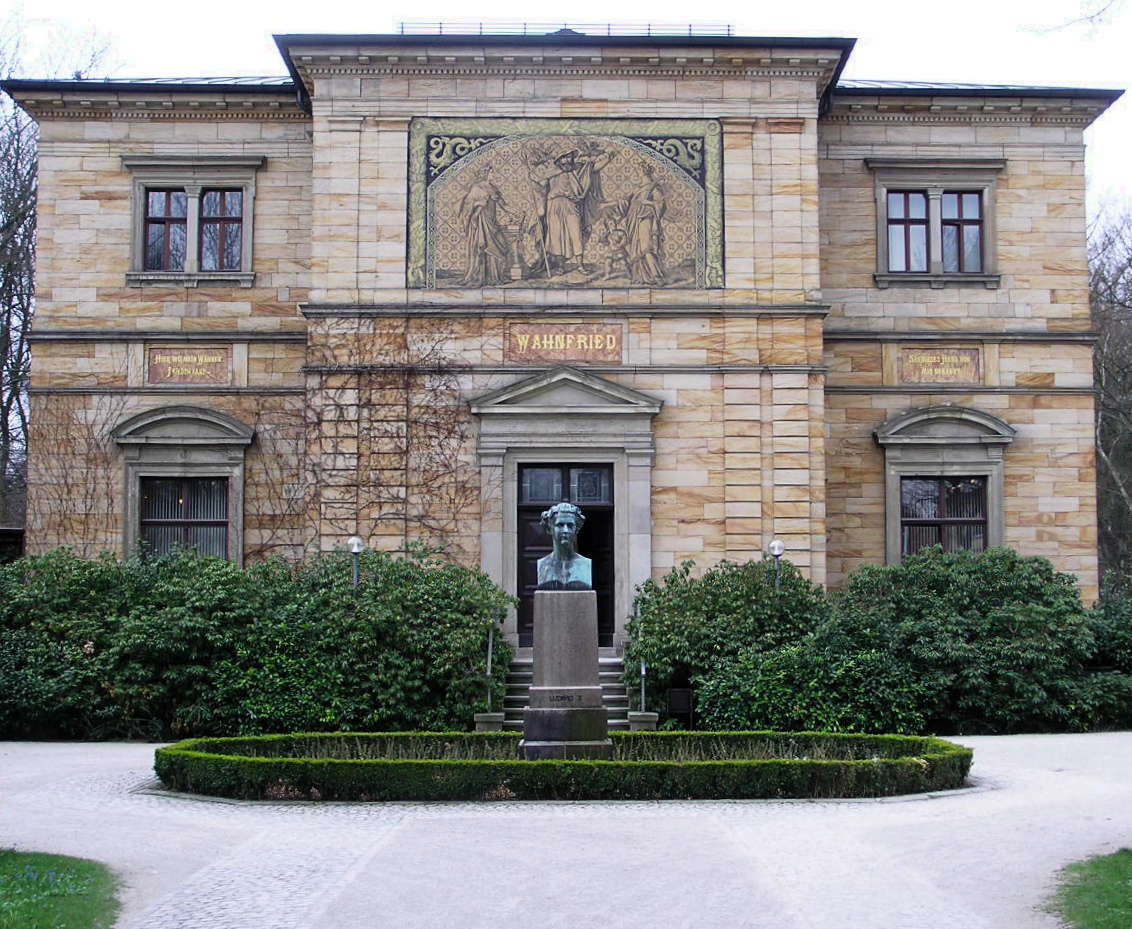
Haus Wahnfried

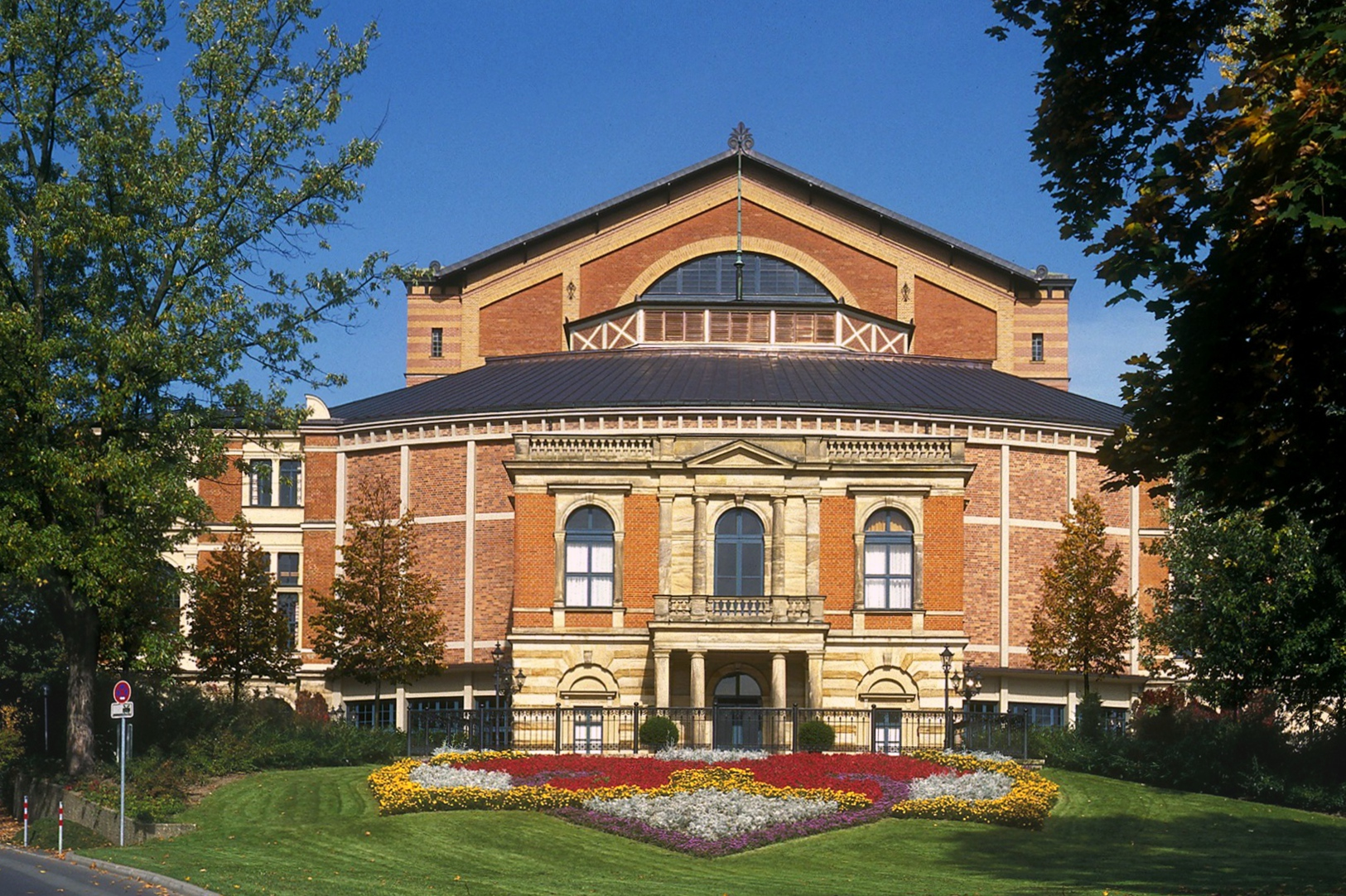
Wagnerfestspielhaus

La città è conosciuta soprattutto in relazione con il compositore Richard Wagner che visse a Bayreuth dal 1872 fino al momento della morte nel 1883, avvenuta a Venezia.
Wagner aveva scelto questa località come sede del teatro per rappresentarvi i suoi drammi in quanto era attratto ed influenzato dal lungo soggiorno svolto a Bayreuth da Jean-Paul Richter, tra i fondatori del Romanticismo tedesco, e anche per il ricordo dei passati fasti musicali del luogo, che sin dai tempi dei primi margravi e durante il regno della principessa Guglielmina (XVIII secolo) aveva posto il teatro al centro della vita culturale e sociale.
La villa "Wahnfried" fu costruita da Wagner con l'aiuto economico del re Ludovico II di Baviera e oggi accoglie il museo dedicato al musicista. 
A nord della città si trova il Bayreuth Festspielhaus, teatro d'opera espressamente costruito per ospitare l'esecuzione delle opere di Wagner. Il 22 maggio del 1872 Wagner pose la prima pietra del suo Tempio Musicale, con l'esecuzione della Nona sinfonia di Beethoven diretta dallo stesso Wagner. Questo sarà inaugurato il 13 agosto del 1876 con la rappresentazione di Das Rheingold, la prima delle quattro opere componenti la Tetralogia di Der Ring des Nibelungen. 

Il nuovo teatro-tempio fu concepito in modo innovativo e moderno dallo stesso Wagner, su idea iniziale dell'architetto Semper e coll'intervento finale dell'architetto Otto Brückwald, per soddisfare le necessità del dramma musicale: tra le peculiarità della costruzione si evidenziarono la massima visibilità per tutti i 1 500 spettatori e l'invisibilità dell'orchestra collocata sotto il palcoscenico.

Le prime rappresentazioni del Ciclo dell'Anello e del Parsifal ebbero luogo qui. Tra i direttori di orchestra che hanno diretto le opere wagneriane vi sono Fritz Busch, Karl Elmendorff e Arturo Toscanini. 
Ogni estate, le opere di Wagner vengono eseguite al Festspielhaus durante il festival wagneriano, che dura un mese. Il festival attira migliaia di spettatori ogni anno, ed è costantemente esaurito fin dalla sua inaugurazione nel 1876.
Attualmente la lista d'attesa per i biglietti può essere anche di dieci anni.

### Ceramica di Bayreuth
La fabbrica fu fondata nel 1713 da Johann Knöller e la sua attività si può suddividere in alcune fasi distinte: inizialmente la fabbrica produsse maiolica di colore bruno o chiaro con l'aggiunta di decorazioni dorate e argentate. In una seconda fase i prodotti furono caratterizzati da una decorazione in blu che divenne simbolo della migliore produzione della fabbrica; i temi artistici di questa fase si ispirarono a elementi cinesi ed espressero notevoli intrecci e giochi pittorici sia nei vasi a forma di balaustro sia nei candelieri e nel resto della produzione. Una terza fase fu contrassegnata dall'apporto di noti pittori provenienti da Norimberga, da Vienna tra i quali il famoso Löwenfinck. Dalla quarta fase in poi la produzione si distinse per la porcellana e per le cineserie. Dal 1800 la qualità artistica dei prodotti subì un decadimento.

## Sport
La squadra di calcio cittadina è lo SpVgg Bayreuth. La squadra milita in Regionalliga e gioca le partite casalinghe nel Hans-Walter Wild Stadion, impianto che può ospitare 20 000 spettatori.
Bayreuth è sede della società di pallacanestro Basketball Club Bayreuth protagonista in numerose stagioni del massimo campionato nazionale e Campione di Germania nel 1989.
Nel 1999 il campionato mondiale di volo a vela si svolse all'aeroporto municipale.

## Amministrazione

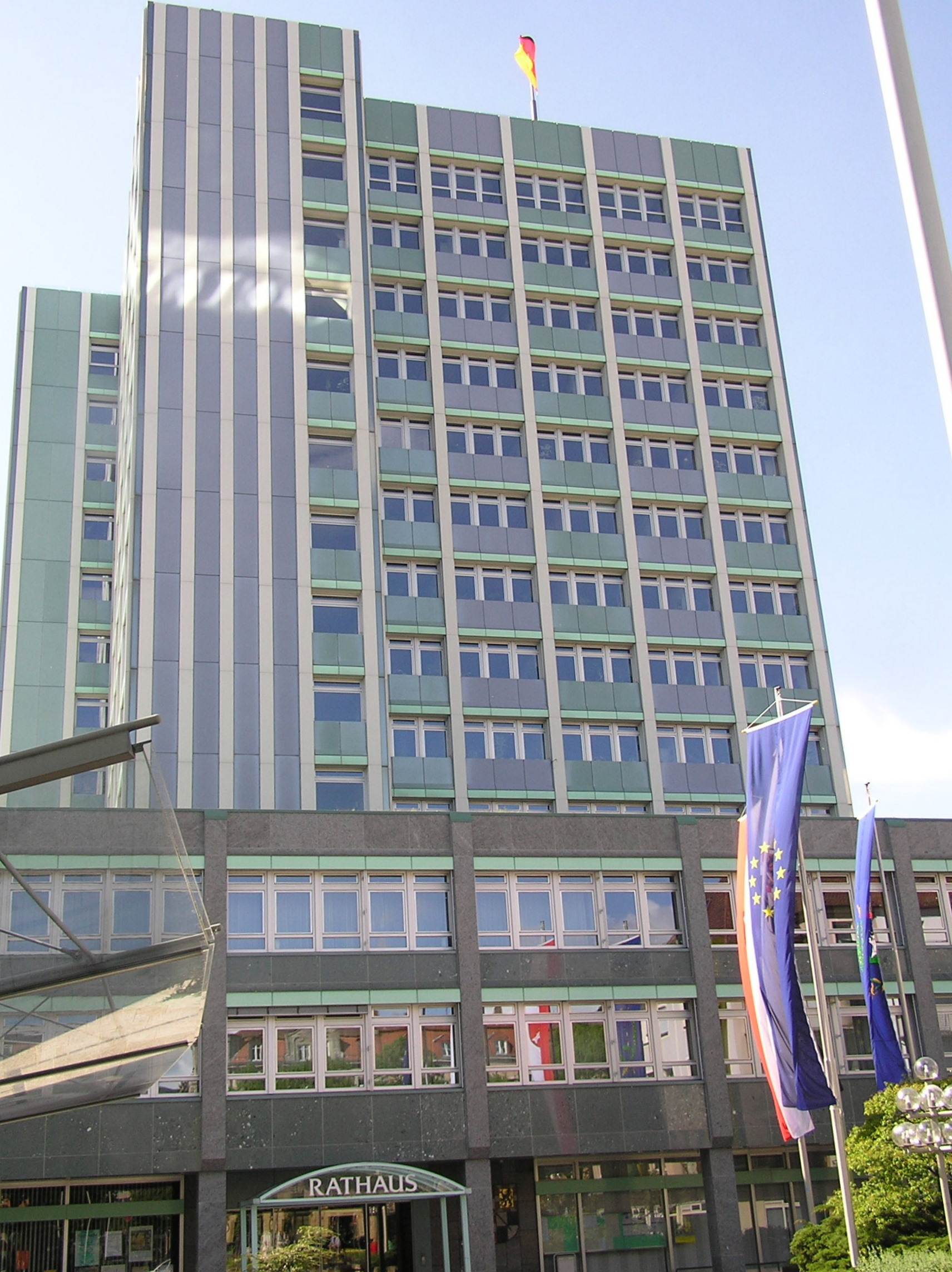
Neues Rathaus Bayreuth

### Gemellaggi
- Annecy, dal 1966
- Rudolstadt, dal 1990
- La Spezia, dal 1999
- Praga 6, dal 2008
- Tekirdağ, dal 2012
- Letterkenny
- Eindhoven